# 因德日赫一世
因德日赫一世（捷克語：Jindřich I.，1448年—1498年），明斯特貝格-奧萊希尼察公爵，父親是波希米亞國王波傑布拉德的伊日。

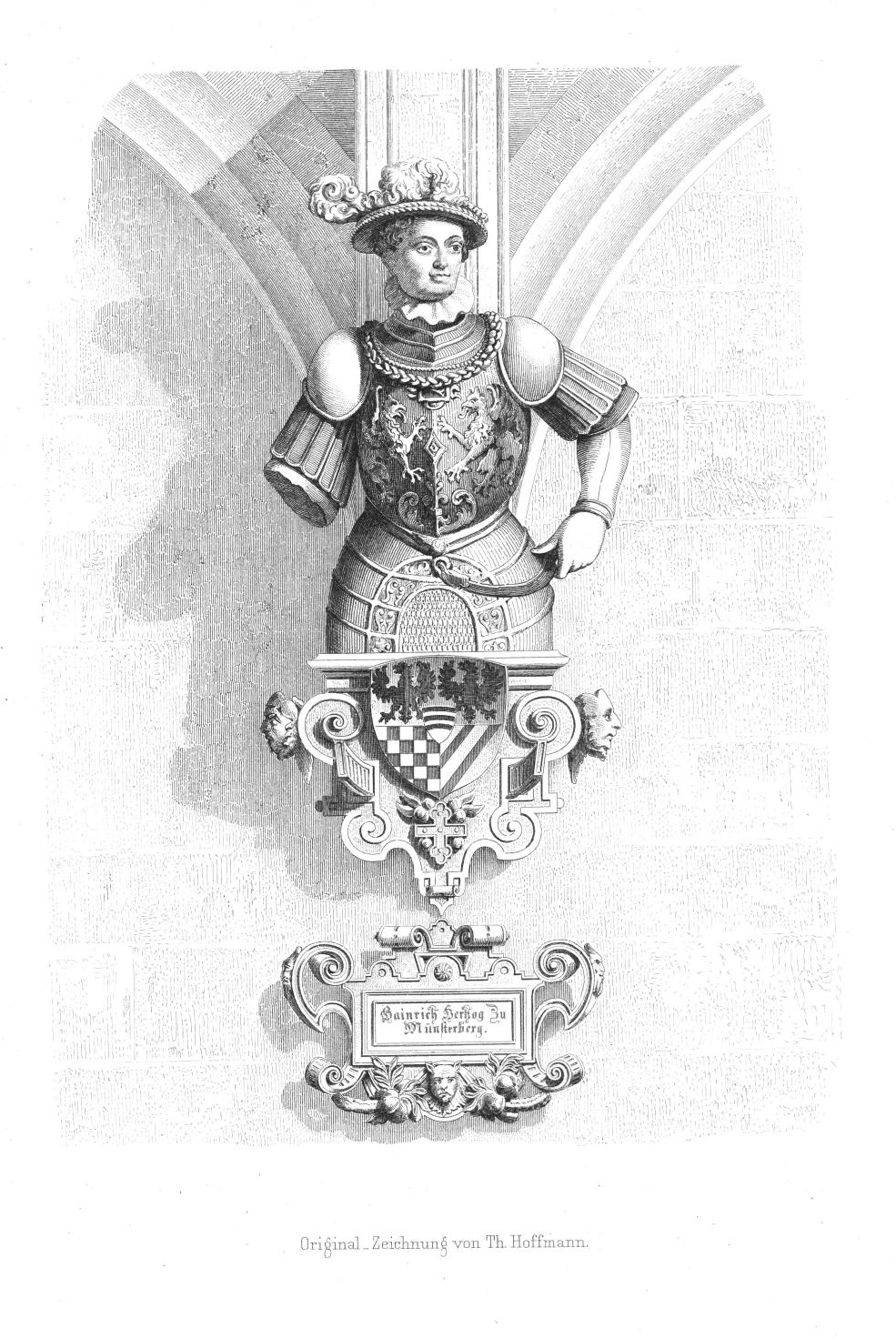

## 家庭
1467年，因德日赫與布蘭登堡選侯阿爾布雷希特三世的女兒烏爾蘇拉結婚，兩人共有3子1女：
1. 阿爾布雷希特（1468年—1511年）
2. 伊日一世（英语：George I of Münsterberg）（1470年—1502年）
3. 瑪克塔（英语：Margaret of Münsterberg）（1473年—1530年）
4. 卡雷爾（1476年—1536年）